# جون بانكس (سياسي نيوزلندي)
جون بانكس (بالإنجليزية: John Banks) هو سياسي نيوزلندي، ولد في 2 ديسمبر 1946 في ويلينغتون في نيوزيلندا. حزبياً، نشط في حزب آكت نيوزيلندا. وقد انتخب Mayor of Auckland City ‏ (2007 – 31 أكتوبر 2010) وانتخب عضو مجلس النواب النيوزيلندي.